# 心理主义
心理主义（Psychologism）是一种哲学立场，其核心主张是：心理学对于解释其他非心理的事实或法则起着基础作用。

## 概要
《牛津英語詞典》将心理主义界定为：“一种把心理学理论或观念理论看作是解释形而上学、认识论或意义之基础的观点或学说；（有时）以心理学上的事实来解释或推出数学、逻辑的法则。”约翰·洛克在《人類理解論》（1690）中持有一种认识论的心理主义，认为各种问题“可以通过对心灵运作过程的心理学研究得以完全解决”。
心理主义还包括逻辑心理主义和数学心理主义。逻辑心理主义是一种逻辑学（或逻辑哲学）的立场，认为逻辑法则和数学法则都奠基于、衍生于心理事实或法则，或从中得到彻底解释。数学哲学中的心理主义则主张，数学的概念和（或）真理都奠基于、衍生于心理事实或法则，或从中得到解释。
约翰·爱德华·哈特曼最先提出了“Psychologismus”一词，英语译为“psychologism” 。
胡塞尔指责约翰·斯图亚特·密尔是一个典型的逻辑心理主义者，尽管事实可能并非如此。除密尔之外，许多十九世纪的德国哲学家如Christoph von Sigwart、Benno Erdmann、西奥多·利普斯、Gerardus Heymans、Wilhelm Jerusalem、Theodor Elsenhans，以及一些心理学家如威廉·冯特、古斯塔夫·勒庞也被看成是心理主义者。
戈特洛布·弗雷格在他的反心理主义著作《算数基础》，以及其他一些著述（包括对胡塞尔《算术哲学》的评论）中对心理主义大加批判。胡塞尔在《逻辑研究》第一卷“纯粹逻辑学导引”中彻底清算了心理主义，并力求与之保持距离。人们通常关注胡塞尔的论证，却忽视了弗雷格。
在“心理主义与行为主义”中，Ned Block把心理主义立场看成是“一个行为是否是理智的（intelligent）行为，取决于造成它的内部信息处理的特征”。这与行为的观点相反，后者认为，可以只通过观察其行为就能将理智归于一个人。该行为的观点与图灵测试有很大关系。 